# Tandinskij kožuun
Il Tandinskij kožuun (in russo Тандинский кожуун?; in tuvano: Таңды кожуун) è un distretto della Repubblica di Tuva, nella Siberia Orientale. Occupa una superficie di 5 091,79 chilometri quadrati, è suddiviso in 8 sumon, ospita una popolazione di circa 15 284 abitanti e ha come capoluogo il villaggio di Baj-Chaak.

## Geografia
Il distretto si trova nella depressione di Tuva ai piedi della cresta orientale dei monti Tannu-Ola. Sul territorio scorre l'affluente sinistro dello Enisej, il fiume Elegest con i suoi affluenti.
Il maggiore lago è il Čagytaj (28,6 km²).